# Ehretia saligna
Ehretia saligna är en strävbladig växtart som beskrevs av Robert Brown. Ehretia saligna ingår i släktet Ehretia och familjen strävbladiga växter. Utöver nominatformen finns också underarten E. s. membranifolia.

## Bildgalleri

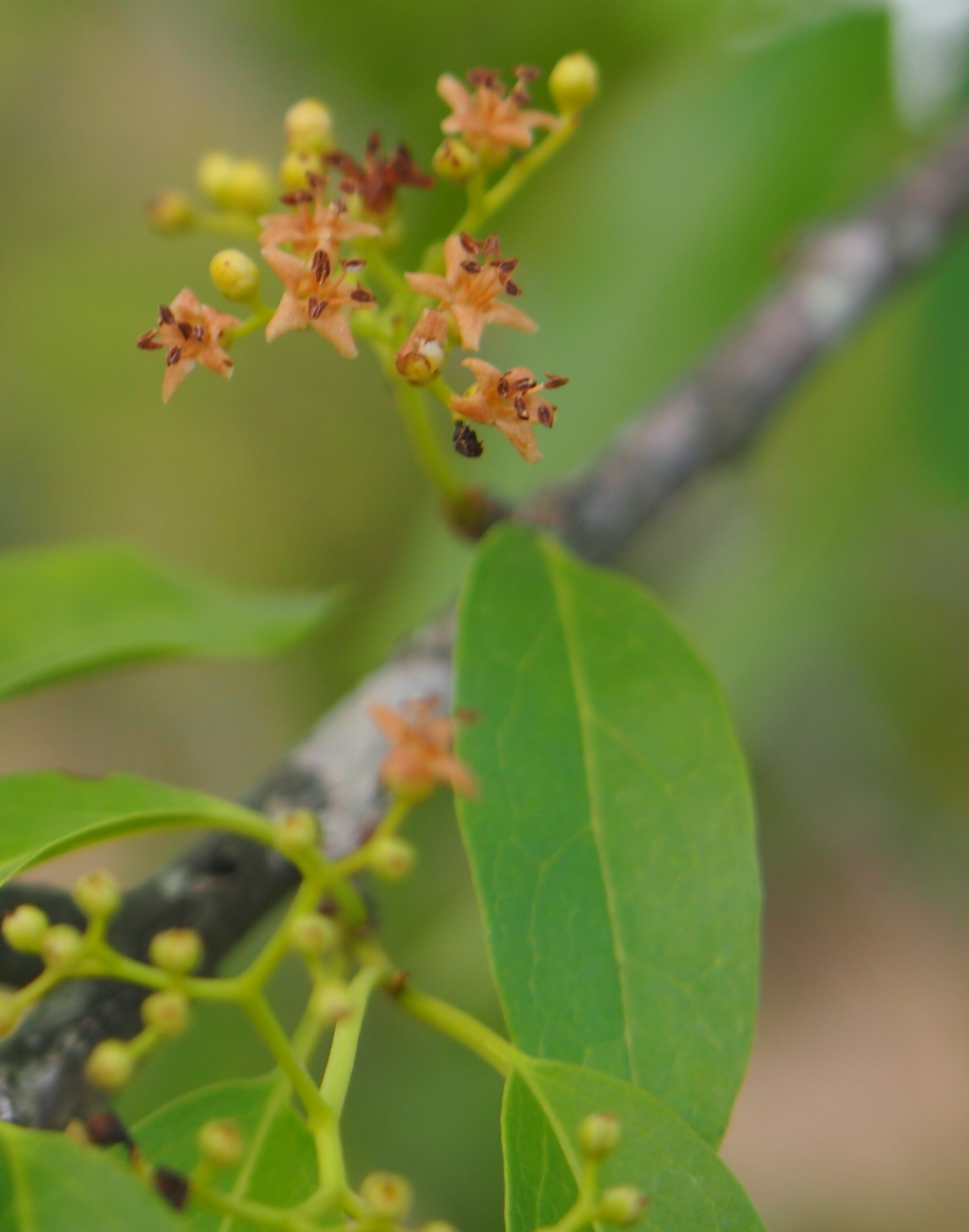